# 판안현

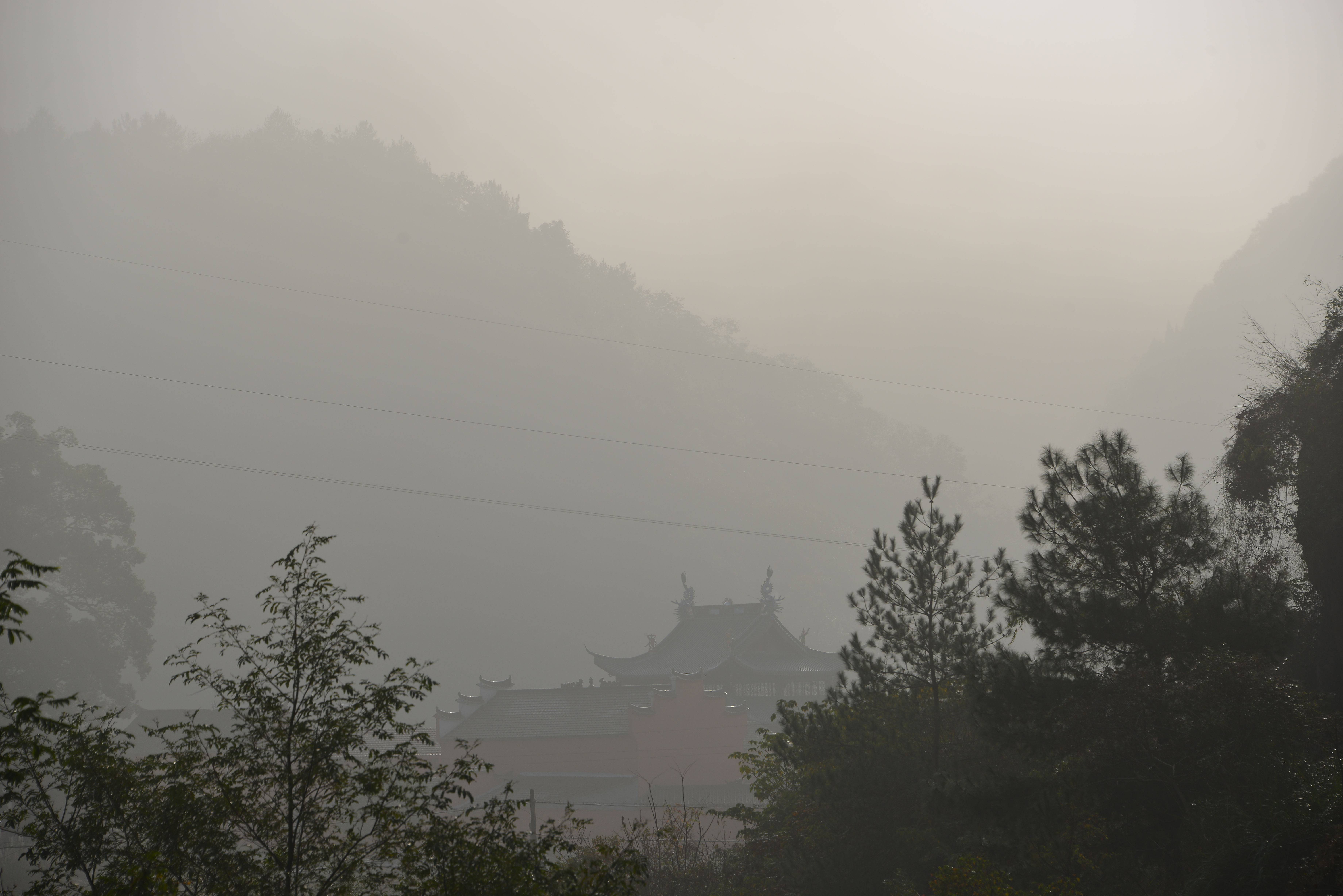

판안현(한국어: 반안현, 중국어: 磐安县, 병음: Pán'ān Xiàn)는 중화인민공화국 저장성 진화시의 현급 행정구역이다. 넓이는 1196km2이고, 인구는 2007년 기준으로 210,000명이다.

## 행정 구역
9개 진, 10개 향을 관할한다.
- 진: 安文镇, 尚湖镇, 方前镇, 新渥镇, 尖山镇, 玉山镇, 仁川镇, 大盘镇, 冷水镇.
- 향: 胡宅乡, 窈川乡, 双溪乡, 深泽乡, 双峰乡, 盘峰乡, 维新乡, 高二乡, 九和乡, 万苍乡.